# Maison au 5, rue du Lavoir à Vendenheim
La maison au 5, rue du Lavoir est un monument historique situé à Vendenheim, dans le département français du Bas-Rhin.

## Localisation
Ce bâtiment est situé au 5, rue du Lavoir à Vendenheim.

## Historique
L'édifice faisait l'objet d'une inscription au titre des monuments historiques depuis 1981 jusqu'à son abrogation en 2015.